# Чарлз Алджернон Парсонс
Чарлз Алджернон Парсонс (англ. Sir Charles Algernon Parsons; 13 червня 1854, Лондон — 11 лютого 1931, Кінгстон, Ямайка) — британський інженер та підприємець, відомий як винахідник багатоступінчастої реактивної парової турбіни, модифікації якої застосовують і в сучасній енергетиці. Він побудував перше у світі судно з паротурбінною силовою установкою та заснував підприємство з виробництва парових турбін. Винахід Парсонса дозволив створити нове покоління лінійних кораблів — дредноути та зробив суттєвий вплив на все суднобудування першої половини XX століття.

## Біографія

### Ранні роки (1854—1877)
Чарлз Алджернон Парсонс народився 13 червня 1854 року в Лондоні. Він був третім сином у багатодітній аристократичній англо-ірландській сім'ї, на честь предків якої у 1620—1899 роках ірландське місто Бірр носило назву Парсонстаун (англ. Parsonstown. Батько Чарлза, Вільям Парсонс (1800—1867), був третім графом Росс та одним із представників Ірландії у Палаті лордів. Мати, Мері Росс (1813—1885), була астрономкою-аматоркою та займалась фотографією.
Крім активної політичної кар'єри Парсонси багато займалися науковою роботою. У 1842—1845 роках Вільям Парсонс побудував у своєму замку Бірр поруч із Парсонстауном телескоп-рефлектор діаметром 72 дюйми. За допомогою цього найбільшого у ХІХ столітті астрономічного інструменту він відкрив спіралеподібну структуру галактик. З 1848 по 1854 Вільям Парсонс головував у Лондонському королівському товаристві, був іноземним членом Імператорської Санкт-Петербурзької академії наук. Старший брат Чарлза Парсонса, Лоуренс, також поєднував політичну діяльність із заняттями астрономією, відкрив декілька галактик, був віце-президентом Королівського товариства та президентом Ірландської королівської академії.
Чарлз Парсонс отримав разом із братами домашню освіту з ухилом в математику та інженерну справу. Вже у віці 12 років разом із братами він побудував паровий самохідний екіпаж, що розганявся до швидкості 16 км/год. Вищу освіту він здобув спочатку в Триніті Коледжі в Дубліні, а потім закінчив у 1877 році Коледж Святого Іоанна Кембриджського університету.

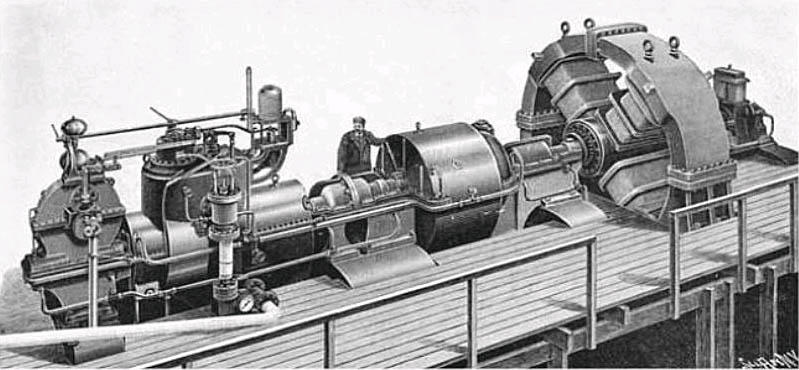
Мегаватний генератор Парсонса для електростанції в Ельберфельді

### Інженерна діяльність (1877—1894)
З 1877 Чарлз Парсонс деякий час пропрацював учнем на заводі Armstrong Whitworth в Ньюкаслі. Звідти він перебрався до Лідса, на великий локомотивний завод Kitson and Company — там молодий інженер брав участь у безрезультатних спробах створити реактивну торпеду. У 1884 Парсонс став керівником підрозділу електрообладнання у фірмі Clarke, Chapman and Co біля Ньюкасла, що займалася виробництвом суднових двигунів. У цей час він винайшов першу практично застосовну парову турбіну, відому як «турбіна Парсонса» та застосував її у приводі електрогенератора, який також сам спроєктував.
У 1889 році Чарлз Парсонс покидає Clarke, Chapman and Co (на той час вона уже мала назву Clarke, Chapman, Parsons and Co) й засновує C. A. Parsons and Co (завод з виробництва парових турбін) та Newcastle and District Electric Lighting Company (DisCo) (невелику електрогенерувальну компанію, що використовувала нові генератори). У 1890 році DisCo відкрила електростанцію на вулиці Форт Бенкс у Ньюкаслі, першу в світі електростанцію, яка виробляла електроенергію за допомогою турбогенераторів. Перший турбогенератор Чарлза Парсонса мав ККД лише 1,6 % і видавав 7,5 кВт. Але швидкі поступові вдосконалення за декілька років привели до його першої мегаватної турбіни. Уже в 1899 році завод Парсонса поставив до Німеччини перший промисловий турбогенератор потужністю 1 МВт.

### Parsons Marine Steam Turbine Company
Ідея використання паротурбінної силової установки для урухомлення судна сформувалась у Парсонса в 1893 році. Він заснував Parsons Marine Steam Turbine Company, до 1894 року залагодив усі питання авторських прав з Clarke, Chapman and Co й розпочав будівництво яхти Турбінія з двигуном нової конструкції.
До цього ні Чарлз Парсонс, ні його підлеглі не проєктували та не будували суден. Тому Парсонс під час будівництва спирався на результати найсучасніших досліджень в галузі гідродинаміки, а проєкт перевіряв на кількох масштабних ходових моделях.

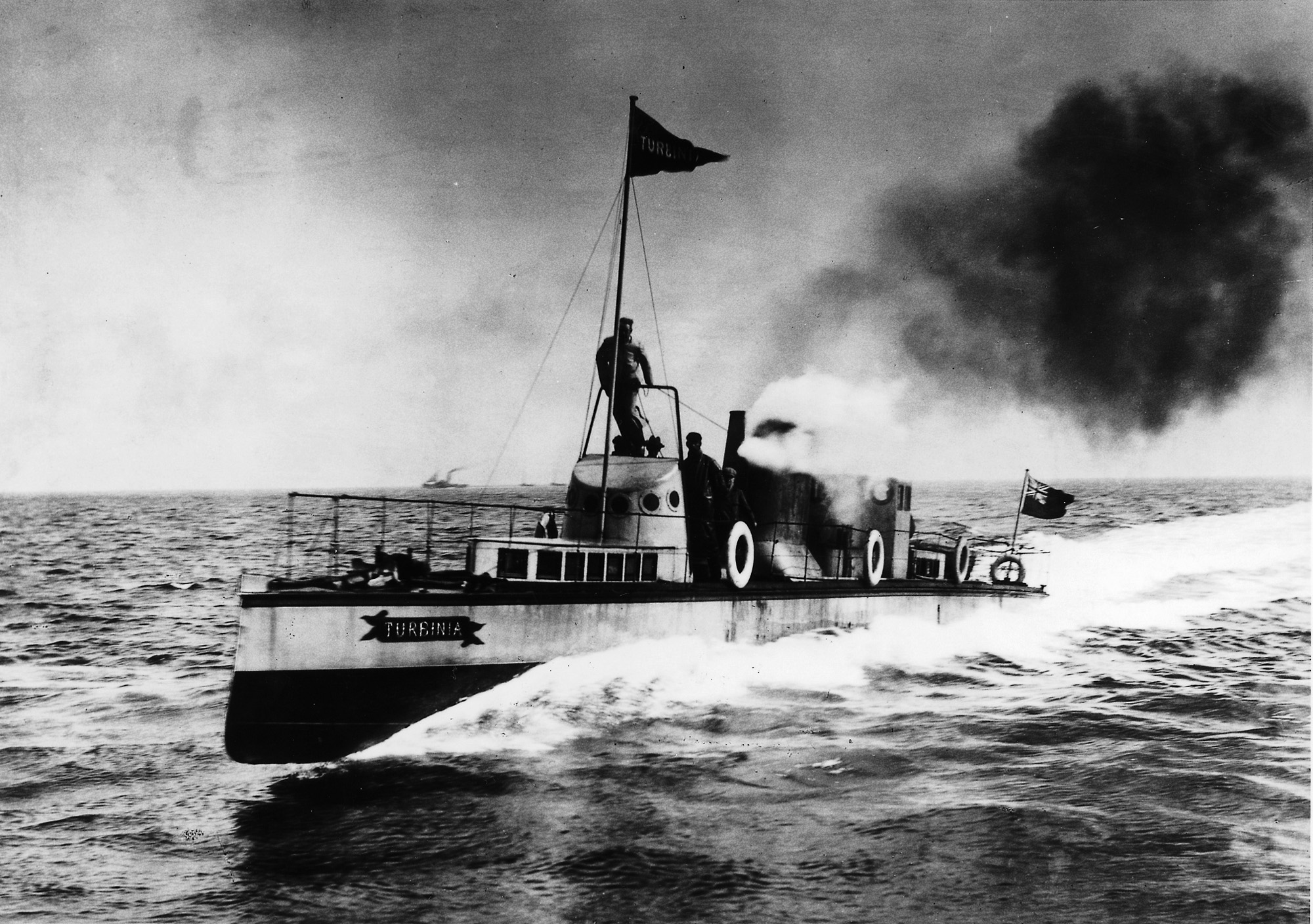
Перше оснащене паротурбінною силовою установкою судно Турбінія: найшвидше у світі на той час

Початковий проект Турбінія передбачав встановлення одного турбінного агрегату, одного гребного вала та одного високооборотного гребного гвинта. Однак на випробуваннях при такій конфігурації двигуна яхта показувала незадовільні характеристики — швидкість 45-тонного судна завдовжки менше 32 метрів із двигуном потужністю близько 1000 к.с. не перевищувала 20 вузлів. Спочатку Парсонс вважав, що виною цьому є ймовірні дефекти силової установки. Він змонтував на гребний вал динамометр власної конструкції, за допомогою якого було підтверджено потужність двигуна 960 к.с., близьку до розрахункової.
Як з'ясувалося, причиною проблем став відомий тоді лише теоретично ефект кавітації. Практичних рекомендацій щодо його зниження не існувало. Чарлз Парсонс побудував перший у світі дослідний басейн для випробування корабельних гвинтів, і за допомогою низки експериментів зміг переробити силову установку Турбінія так, що яхта змогла побити світовий рекорд швидкості — 34,5 вузла у 1897 році. При цьому Парсонс особисто виконував обов'язки головного суднового механіка яхти.
26 червня 1897 року під час військово-морського параду на честь 60-річчя правління королеви Вікторії у Спітгеді Турбінія на повному ходу промчала крізь дві паралельні кільватерні колони військових кораблів, кілька разів прорізала їх стрій на очах здивованої публіки, і ледь не перекинула патрульний катер, який ніяк не міг наздогнати набагато швидкохіднішу яхту, що могла розвивати 34 вузли, тоді як найшвидший корабель Королівського флоту на той час розвивав швидкість 31 вузол. Частково такої швидкості яхти вдалось досягнути за рахунок тонкого корпуса.
Після ефектної демонстрації фірма Парсонса отримала замовлення на машини для першого у світі бойового корабля з турбінною силовою установкою — ескадреного міноносця HMS Viper (1899). За ним одразу було спущено на воду ескадрений міноносець HMS Cobra (1899).
Перший досвід будівництва невеликих високошвидкісних кораблів із паротурбінною силовою установкою виявився загалом успішним. Однак Чарлз Парсонс шукав можливість застосувати свій винахід і на більших, але менш швидких суднах. У 1900 році він об'єднався в синдикат із шотландським судновласником Джоном Вільямсоном, суднобудівним заводом William Denny and Brothers (власником першого у світі комерційного дослідного басейну) та залізничною компанією Glasgow and South Western Railway для будівництва екскурсійного судна TS King Edward. Це невелике судно водотоннажністю 502 регістрових тонни призначалося для екскурсій гирлом річки Клайд. Під час випробувань у 1901 році і в ході експлуатації King Edward показав збільшення потужності на 20 % і швидкості ходу на 2 вузли порівняно зі своїм попередником — пароплавом Duchess of Hamilton, що в цілому відрізнявся лише типом силової установки. При цьому пасажири відзначали, що King Edward має плавніший хід, меншу вібрацію корпусу і менший шум від машин. Перше у світі комерційне судно з турбінною паровою установкою пропрацювало 52 роки і показало, що турбіни цілком можна використовувати у цивільному суднобудуванні.

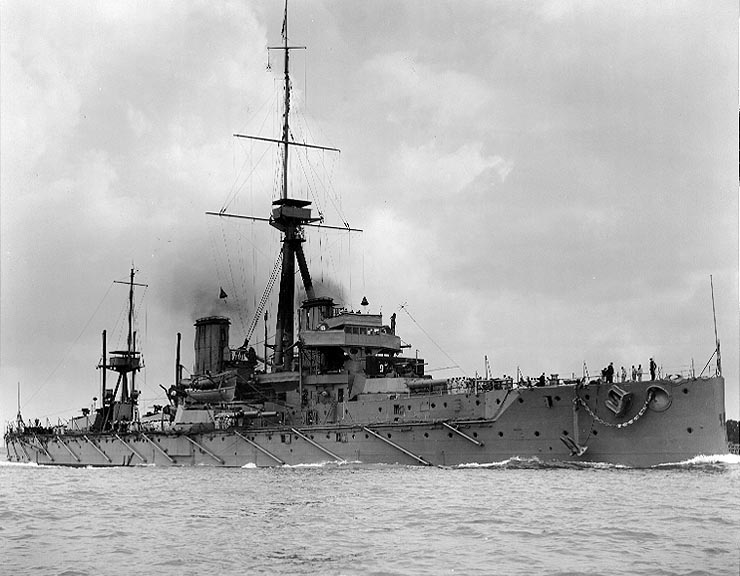
HMS Dreadnought (1906) вважається першим сучасним лінкором: у 1906 році він був найшвидшим у світі завдяки паровій турбіні Парсонса

Успіх King Edward призвів до того, що Парсонсу замовили турбіни для перших трансатлантичних лайнерів із паротурбінною силовою установкою — RMS Victorian та RMS Virginian. Ці великі судна водотоннажністю понад 10,5 тисячі реєстрових тонн були розраховані на перевезення 1,7 тис. пасажирів і розвивали швидкість близько 17 вузлів. У 1905 році RMS Victorian встановив рекорд швидкості для трансатлантичного плавання — 5 діб і 5 годин. Услід за цими двома суднами розпочалось масове будівництво комерційних суден з паротурбінною силовою установкою.
Останнім кроком у визнанні ефективності нової силової установки стало проектування, будівництво та введення в експлуатацію HMS Dreadnought (1906) — першого у світі лінійного корабля нового покоління. При повній водотоннажності у понад 21 тисячу тонн HMS Dreadnought розвивав швидкість 21 вузол і мав дванадцять 305-мм гармат. За вогневою міццю та за швидкістю ходу він перевершував будь-який сучасний йому ескадрений броненосець. Спочатку його хотіли оснастити форсованими паровими машинами, однак Чарлз Парсонс зумів переконати комітет Адміралтейства з проектування нових типів бойових кораблів у тому, що паротурбінне устаткування його конструкції дозволить заощадити 1000 тонн маси та гарантує досягнення проектної швидкості. Ходові випробування готового корабля 1906 року вкотре підтвердили правоту Парсонса.

### Інші здобутки та останні роки життя
Від батька Чарлз Парсонс успадкував інтерес до оптики. Ще в 1889 році він організував у Хітоні (передмісті на сході міста Ньюкасл-апон-Тайн) виробництво параболічних дзеркал для електричних прожекторів, що набували широкого вжитку на флоті. Важливим нововведенням Парсонса стало гальванічне нанесення на дзеркало захисного шару з міді. Такі дзеркала не лише не боялися диму чи солі, а й не розбивалися від потрапляння кулі чи дрібного осколка.
Чарлз Парсонс винайшов роздільне параболічно-еліптичне дзеркало для потужних прожекторів, що освітлювали вхід до Суецького каналу. Роздільна конструкція дзеркала дозволяла регулювати потоки світла так, щоб не засліплювати керманичів суден, що рухались одне за одним.
У 1903 році Чарльз Парсонс придбав у Гораціо Шорта (англ. Horace Short) патент на систему пневматичного підсилення звуку. Допрацювавши її, він у 1906 році запустив у виробництво оксетофон — один із перших у світі підсилювачів звуку. У 1906—1918 роках ці підсилювачі вироблялися малими партіями під маркою Victor, проте особливим попитом не користувались
У 1921 Парсонс придбав лондонську фірму Ross — одного з провідних виробників оптичних приладів у Великій Британії. Застосувавши свої неабиякі організаторські здібності та вклавши близько £60 000, він значно модернізував процес виробництва лінз. Навіть при повоєнному падінні попиту на оптичні прилади, фабрика Парсонса виготовляла близько 100 різновидів лінз та оптичного скла.
В 1925 Чарльз Парсонс придбав англо-ірландську сімейну фірму Sir Howard Grubb and Sons, Ltd., що займалась виробництвом телескопів. Він побудував для фірми нову фабрику поруч зі своїм турбінним заводом у Хітоні. У 1920-х роках компанія Sir Howard Grubb, Parsons and Co виготовила низку великих телескопів для обсерваторій Британської співдружності, у тому числі для знаменитої Гринвіцької обсерваторії.
Ще однією сферою наукових інтересів Чарлза Парсонса було отримання синтетичних алмазів. На своїх експериментальних установках він короткостроково досягав тиску в 76 МПа, проте для успішного перебігу цього процесу були потрібні недосяжні за життя Парсонса 5 ГПа.
Помер Чарлз Алджернон Парсонс у 1931 році на борту трансатлантичного лайнера Duchess of Richmond в порту Кінгстона (Ямайка).

## Відзнаки
У 1898 році Чарлз Алджернон Парсонс був обраний членом Лондонського королівського товариства, від якого згодом отримав низку наукових нагород: Медаль Румфорда (1902), Бейкерівська лекція (1918), Медаль Коплі (1928).
У 1911 році він був посвячений у лицарі, а у 1927 році став кавалером Ордена Заслуг.
Інші нагороди, отримані Парсонсом: Медаль Альберта (1911), Медаль Франкліна (1920), Медаль Фарадея (1923)
Чарлз Парсонс був іноземним членом Академії наук СРСР (1931).

## Сім'я
Чарлз Алджернон Парсонс у 1883 році одружився з Кетрін Бетелл. У них було двоє дітей — Рейчел Мері Парсонс (1885—1956) та Алджернон Джордж Парсонс (1886—1918). Алджернон Парсонс очолив батьківське підприємство з виробництва турбін, але з початком Першої світової війни став офіцером у Королівській артилерії та загинув у 1918 році.
Рейчел Мері Парсонс здобула інженерну освіту, працювала в компанії батька, обійнявши в 1914 році посаду брата, і в 1919 році, разом з матір'ю, заснувала Жіноче інженерне товариство (англ. Women's Engineering Society), що діє досі, метою якого є сприяння жінкам Великої Британії у оволодінні інженерними професіями та подальшому працевлаштуванні.

## Спадок
Компанія C. A. Parsons and Company залишалась незалежною фірмою до 1968 року. Аж до 1964 року вона продовжувала виробляти турбінні силові установки для кораблів та суден. Останнім кораблем, у якому встановили турбіни «Parsons», став ескадрений міноносець типу «Каунті»  HMS Glamorgan (D19) (1964). Компанія продовжувала виробляти обладнання для електростанцій.
Після цього відбулася низка об'єднань (зокрема зі старими партнерами Парсонса Clarke, Chapman and Co) та поглинань, внаслідок яких C. A. Parsons and Company стала частиною німецької корпорації Siemens. У 2004 році виробництво парових турбін у Ньюкаслі було припинено, підприємство стало займатись сервісним обслуговуванням британських електростанцій.
Sir Howard Grubb, Parsons and Co. Ltd. продовжувала виробляти телескопи до 1985 року. Багато обсерваторій по всьому світу досі працюють з рефлекторами «Grubb Parsons».

## Вшанування пам'яті
У родовому замку Парсонсів Бірр відкрито музей, присвячений науковим дослідженням сім'ї Парсонсів. Одна з експозицій присвячена розробкам Чарлза Алджернона Парсонса у галузі двигунобудування.
В низці музеїв Великої Британії зберігаються експонати, пов'язані з ключовими розробками Чарлза Парсонса:
- яхта Турбінія в Музеї відкриттів[en] Ньюкасла;
- турбінна установка яхти Турбінія в лондонському Музеї науки;
- турбінна установка судна King Edward в Музеї транспорту Глазго.

Чарлз Алджернон Парсонс зображений на реверсі колекційної монети номіналом 15 євро, випущеної в Ірландії у 2017 році.
На честь Чарлза Алджернона Парсонса названо низку освітніх закладів у Великій Британії та Ірландії. Регулярно проводяться наукові конференції, випускаються збірники наукових праць та філософських есе, присвячених його пам'яті.